# Saint-Jal
Saint-Jal est une commune française située dans le département de la Corrèze en région Nouvelle-Aquitaine.
Ses habitants sont appelés les Saint-Jalois.

## Géographie

### Communes limitrophes
Les communes limitrophes sont Chamboulive, Espartignac, Lagraulière, Pierrefitte et Seilhac.

### Hydrographie
Commune arrosée par un petit affluent de la Vézère : le Troh qui y prend sa source.

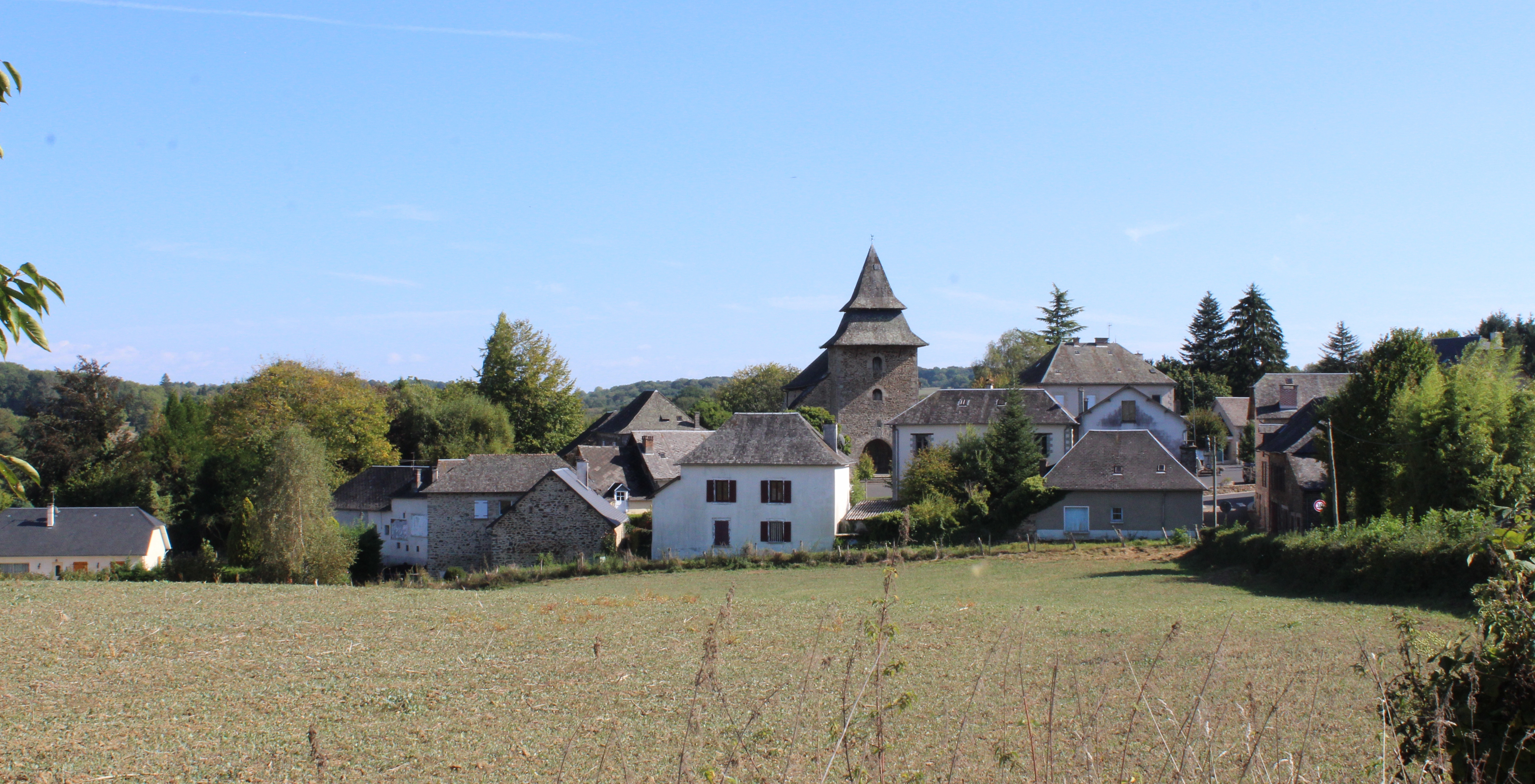
Panorama du village.

### Climat
Pour des articles plus généraux, voir Climat de la Nouvelle-Aquitaine et Climat de la Corrèze.
Historiquement, la commune est dans une zone de transition entre les climats océaniques aquitain et montagnard.  
En 2020, Météo-France publie une typologie des climats de la France métropolitaine dans laquelle la commune est dans une zone de transition entre le climat océanique altéré et le climat de montagne et est dans la région climatique  Ouest et nord-ouest du Massif Central, caractérisée par une pluviométrie annuelle de 900 à 1 500 mm, maximale en automne et en hiver.
Pour la période 1971-2000, la température annuelle moyenne est de 11 °C, avec  une amplitude thermique annuelle de 14,9 °C. Le cumul annuel moyen de précipitations est de 1 272 mm, avec 12,6 jours de précipitations en janvier et 8 jours en juillet. Pour la période 1991-2020, la température moyenne annuelle observée sur la station météorologique la plus proche, située sur la commune d'Uzerche à 7 km à vol d'oiseau, est de 12,1 °C et le cumul annuel moyen de précipitations est de 1 097,9 mm,. Pour l'avenir, les paramètres climatiques de la commune estimés pour 2050 selon différents scénarios d’émission de gaz à effet de serre sont consultables sur un site dédié publié par Météo-France en novembre 2022.

## Urbanisme

### Typologie
Au 1er janvier 2024, Saint-Jal est catégorisée commune rurale à habitat très dispersé, selon la nouvelle grille communale de densité à 7 niveaux définie par l'Insee en 2022.
Elle est située hors unité urbaine. Par ailleurs la commune fait partie de l'aire d'attraction de Tulle, dont elle est une commune de la couronne,. Cette aire, qui regroupe 43 communes, est catégorisée dans les aires de moins de 50 000 habitants,.

### Occupation des sols
L'occupation des sols de la commune, telle qu'elle ressort de la base de données européenne d’occupation biophysique des sols Corine Land Cover (CLC), est marquée par l'importance des territoires agricoles (90,1 % en 2018), une proportion sensiblement équivalente à celle de 1990 (89,9 %). La répartition détaillée en 2018 est la suivante : 
zones agricoles hétérogènes (46,1 %), prairies (44 %), forêts (9,7 %), eaux continentales (0,2 %).
L'évolution de l’occupation des sols de la commune et de ses infrastructures peut être observée sur les différentes représentations cartographiques du territoire : la carte de Cassini (XVIIIe siècle), la carte d'état-major (1820-1866) et les cartes ou photos aériennes de l'IGN pour la période actuelle (1950 à aujourd'hui).

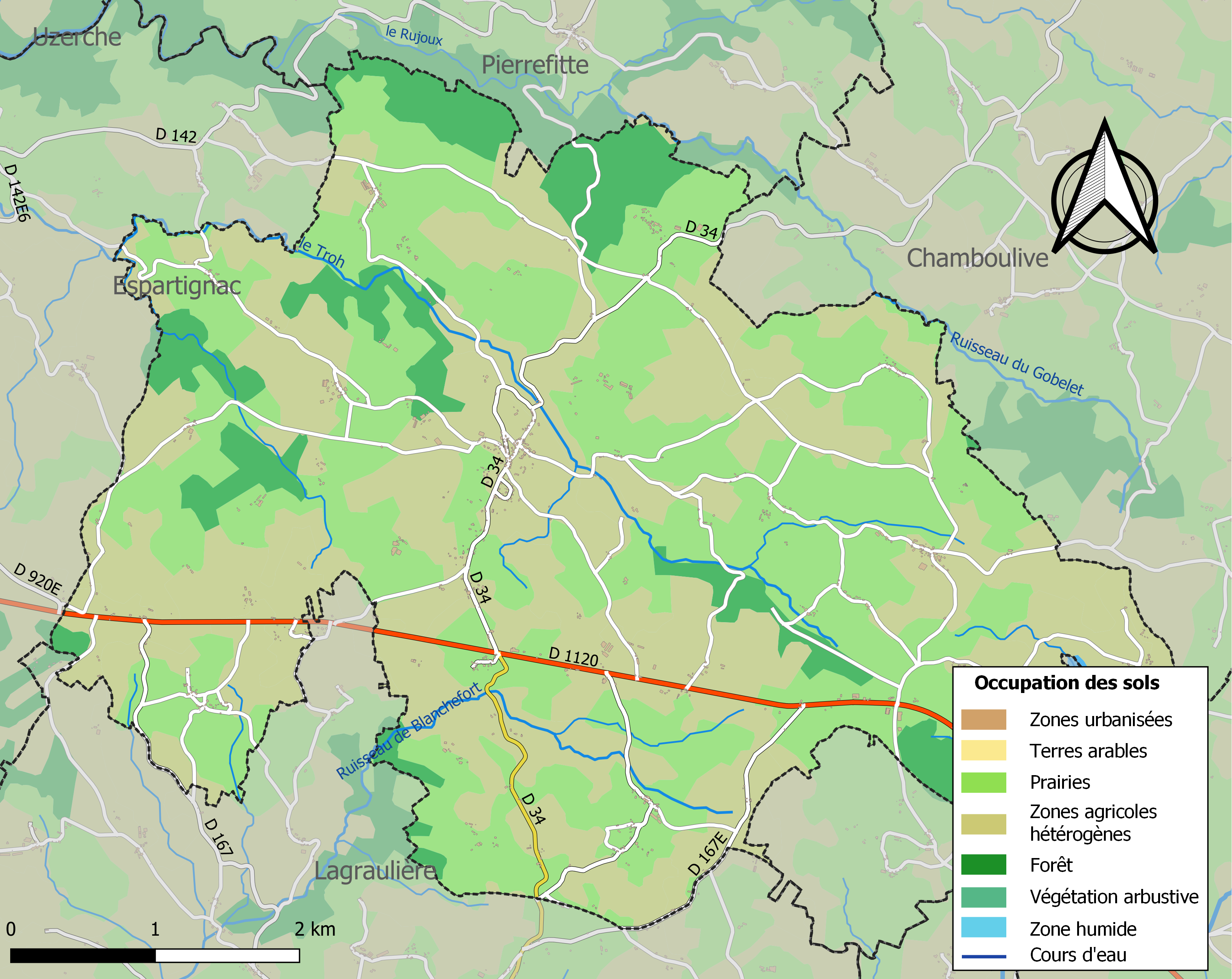
Carte des infrastructures et de l'occupation des sols de la commune en 2018 (CLC).

### Risques majeurs
Le territoire de la commune de Saint-Jal est vulnérable à différents aléas naturels : météorologiques (tempête, orage, neige, grand froid, canicule ou sécheresse), feux de forêts et séisme (sismicité très faible). Un site publié par le BRGM permet d'évaluer simplement et rapidement les risques d'un bien localisé soit par son adresse soit par le numéro de sa parcelle.

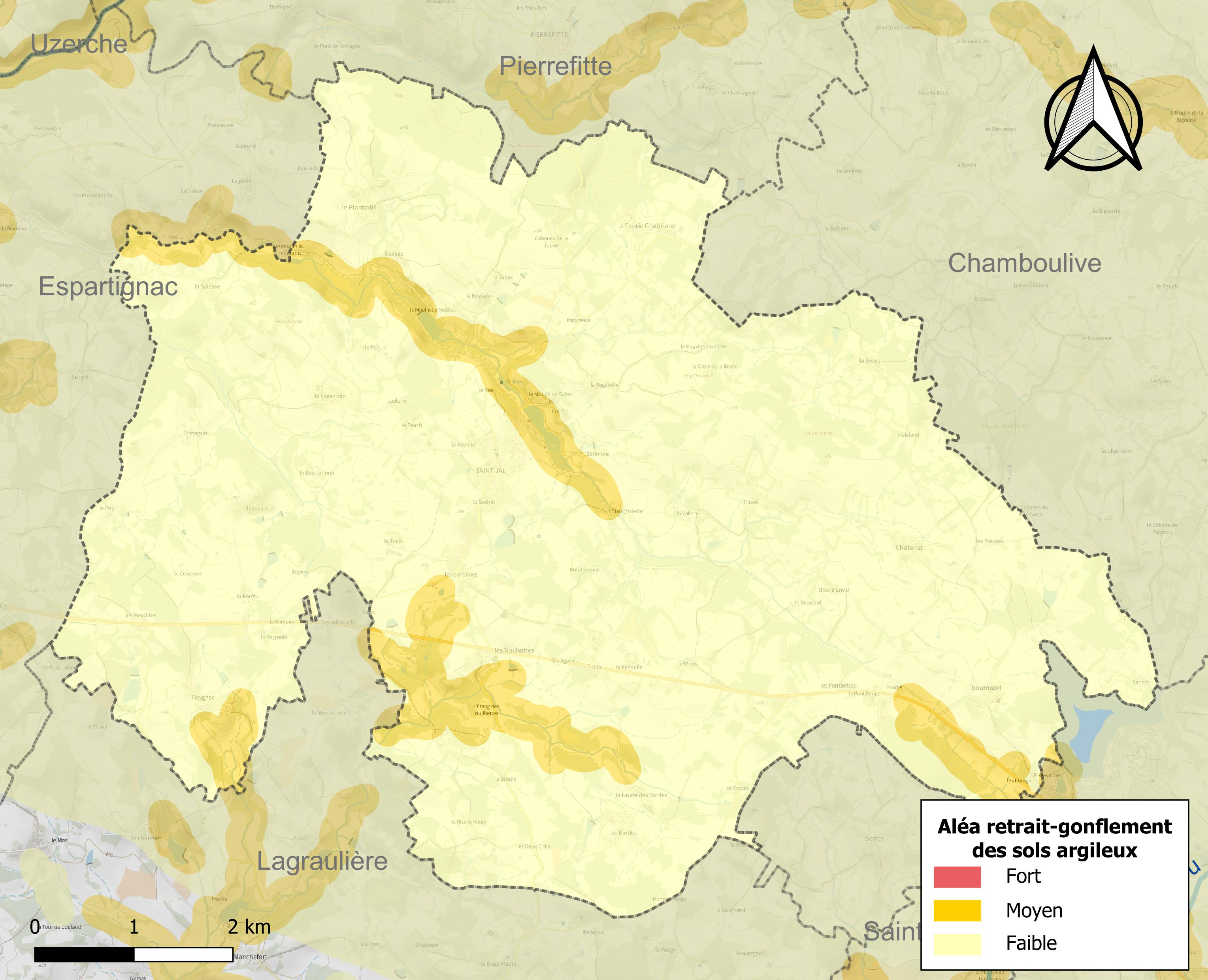
Carte des zones d'aléa retrait-gonflement des sols argileux de Saint-Jal.

Le retrait-gonflement des sols argileux est susceptible d'engendrer des dommages importants aux bâtiments en cas d’alternance de périodes de sécheresse et de pluie. 10,6 % de la superficie communale est en aléa moyen ou fort (26,8 % au niveau départemental et 48,5 % au niveau national). Sur les 401 bâtiments dénombrés sur la commune en 2019,  35 sont en aléa moyen ou fort, soit 9 %, à comparer aux 36 % au niveau départemental et 54 % au niveau national. Une cartographie de l'exposition du territoire national au retrait gonflement des sols argileux est disponible sur le site du BRGM,.
Concernant les feux de forêt, aucun plan de prévention des risques incendie de forêt (PPRIF) n’a été établi en Corrèze, néanmoins le code de l’urbanisme impose la prise en compte des risques dans les documents d’urbanisme. Le périmètre des servitudes d'utilité publique et des zones d'obligation légale de débroussaillement pour les particuliers est quant à lui défini pour la commune dans une carte dédiée. 

## Histoire
Sous la Révolution française, pour suivre un décret de la Convention, la commune change de nom pour Coq-Hardy.

## Politique et administration
| Période                                  | Période  | Identité           | Étiquette | Qualité                                                                             |
| ---------------------------------------- | -------- | ------------------ | --------- | ----------------------------------------------------------------------------------- |
| Les données manquantes sont à compléter. |          |                    |           |                                                                                     |
| juin 1995                                | 2008     | Pierre Couloumy    | PCF       |                                                                                     |
| mars 2008                                | En cours | Jean Jacques Lauga | UMP-LR    | Retraité Fonction publique Conseiller départemental du canton de Seilhac-Monédières |

## Démographie

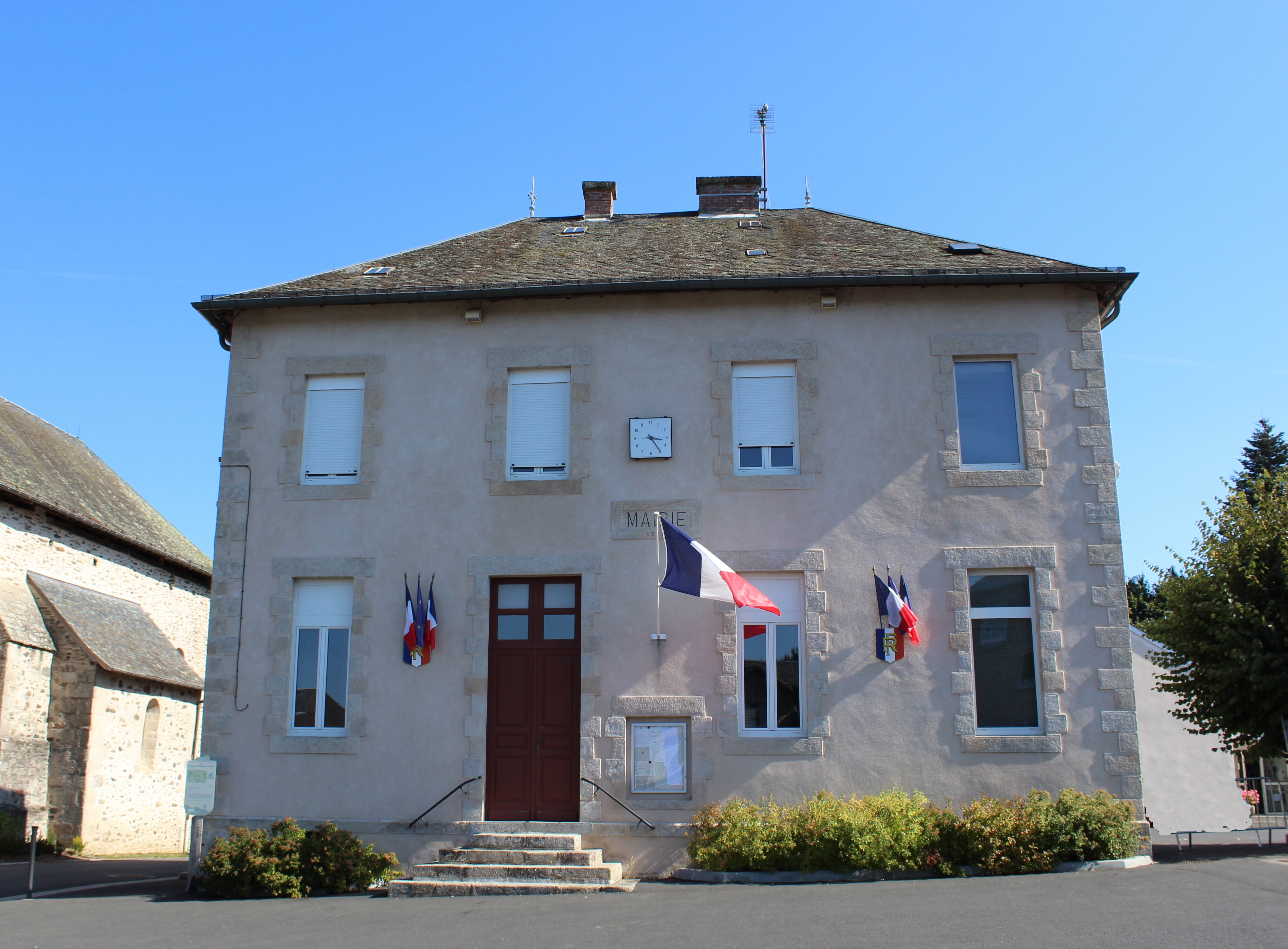
La mairie.

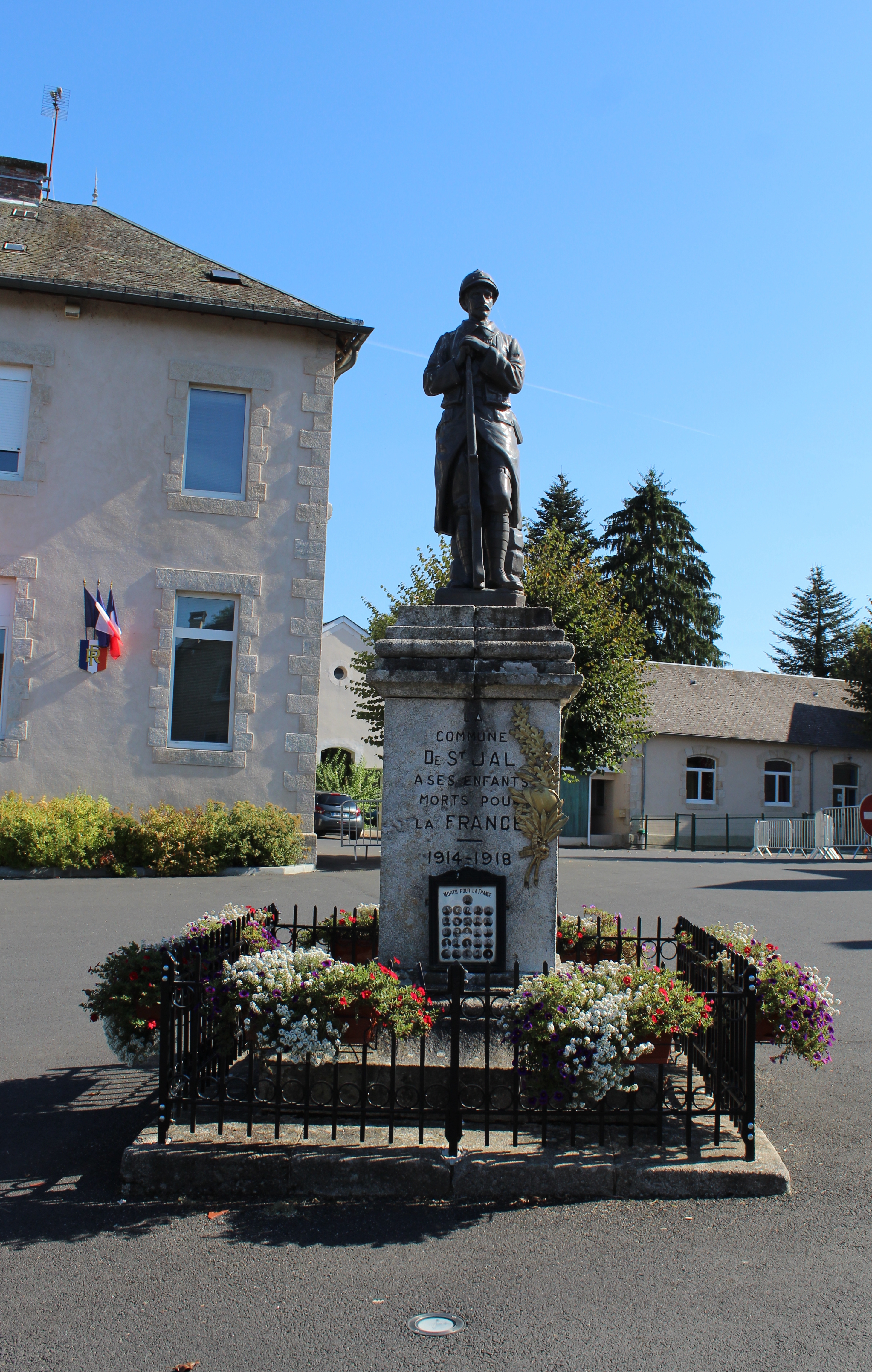
Le monument aux morts.

| 1793  | 1800  | 1806  | 1821  | 1831  | 1836  | 1841  | 1846  | 1851  |
| ----- | ----- | ----- | ----- | ----- | ----- | ----- | ----- | ----- |
| 1 389 | 1 320 | 1 315 | 1 487 | 1 644 | 1 670 | 1 672 | 1 737 | 1 669 |

| 1856  | 1861  | 1866  | 1872  | 1876  | 1881  | 1886  | 1891  | 1896  |
| ----- | ----- | ----- | ----- | ----- | ----- | ----- | ----- | ----- |
| 1 614 | 1 575 | 1 559 | 1 439 | 1 540 | 1 519 | 1 638 | 1 627 | 1 616 |

| 1901  | 1906  | 1911  | 1921  | 1926  | 1931  | 1936  | 1946  | 1954 |
| ----- | ----- | ----- | ----- | ----- | ----- | ----- | ----- | ---- |
| 1 600 | 1 590 | 1 511 | 1 289 | 1 280 | 1 327 | 1 132 | 1 055 | 923  |

| 1962 | 1968 | 1975 | 1982 | 1990 | 1999 | 2006 | 2011 | 2016 |
| ---- | ---- | ---- | ---- | ---- | ---- | ---- | ---- | ---- |
| 855  | 746  | 615  | 617  | 616  | 597  | 625  | 653  | 633  |

| 2021 | 2022 | - | - | - | - | - | - | - |
| ---- | ---- | - | - | - | - | - | - | - |
| 607  | 599  | - | - | - | - | - | - | - |

## Culture locale et patrimoine

### Lieux et monuments
- Église Saint-Gall de Saint-Jal. L'édifice a été inscrit au titre des monuments historique en 1983[22]. Cette église a été construite à la fin du XVème ou au début du XVIème siècle à l'emplacement d'un édifice primitif. Clocher-porche sur la façade occidentale.

- Château de la Côte.

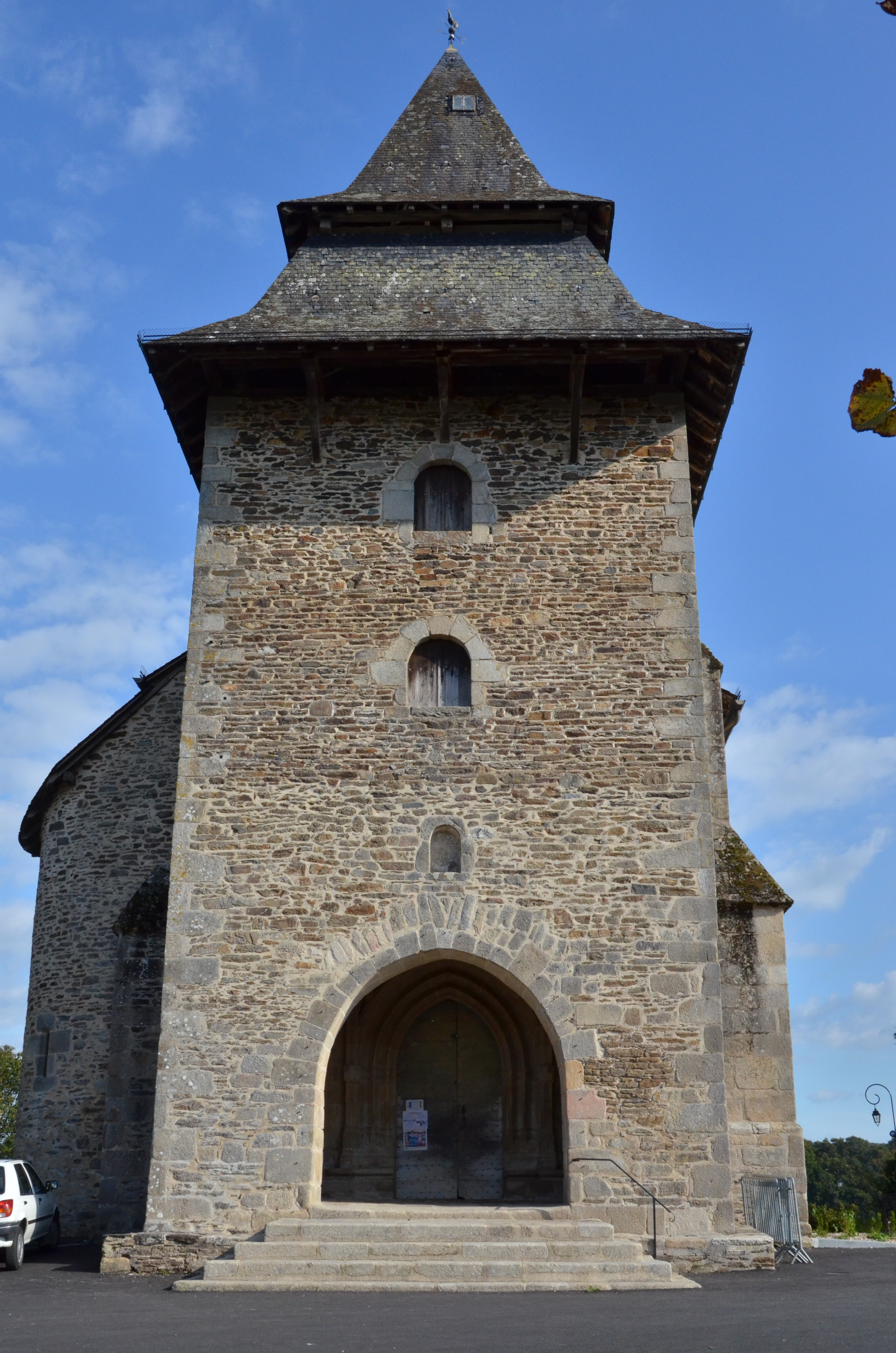
L'église de Saint-Jal.

La première centenaire Saint-Jaloise connue née à Lagraulière en 1864 et décédée chez sa fille Mariette Monédière en 1967. Sa petite fille, Suzanne Chasranet née Monédière née en 1912 et décédée en 2012 est également devenue centenaire[réf. nécessaire].

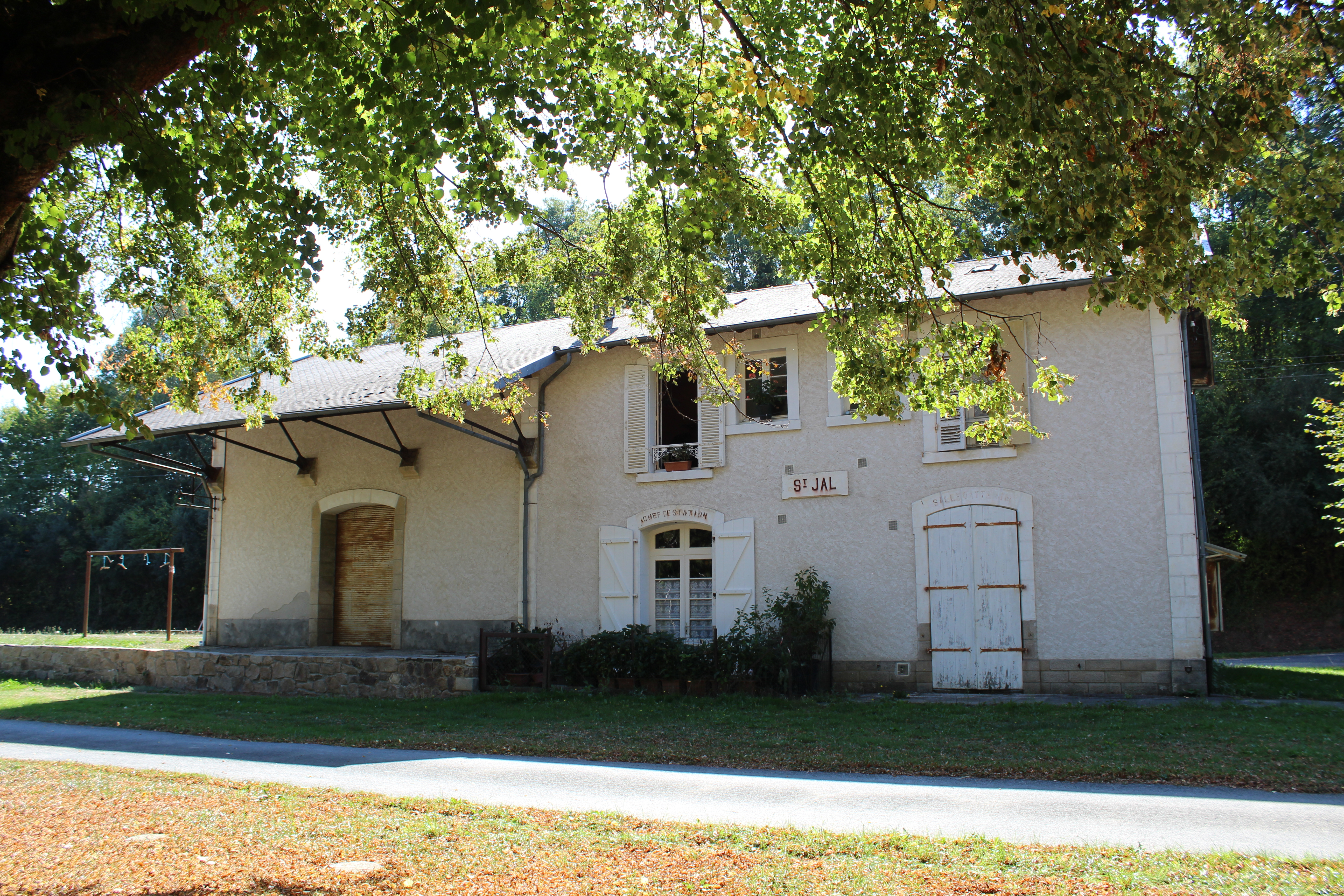
L'ancienne gare.
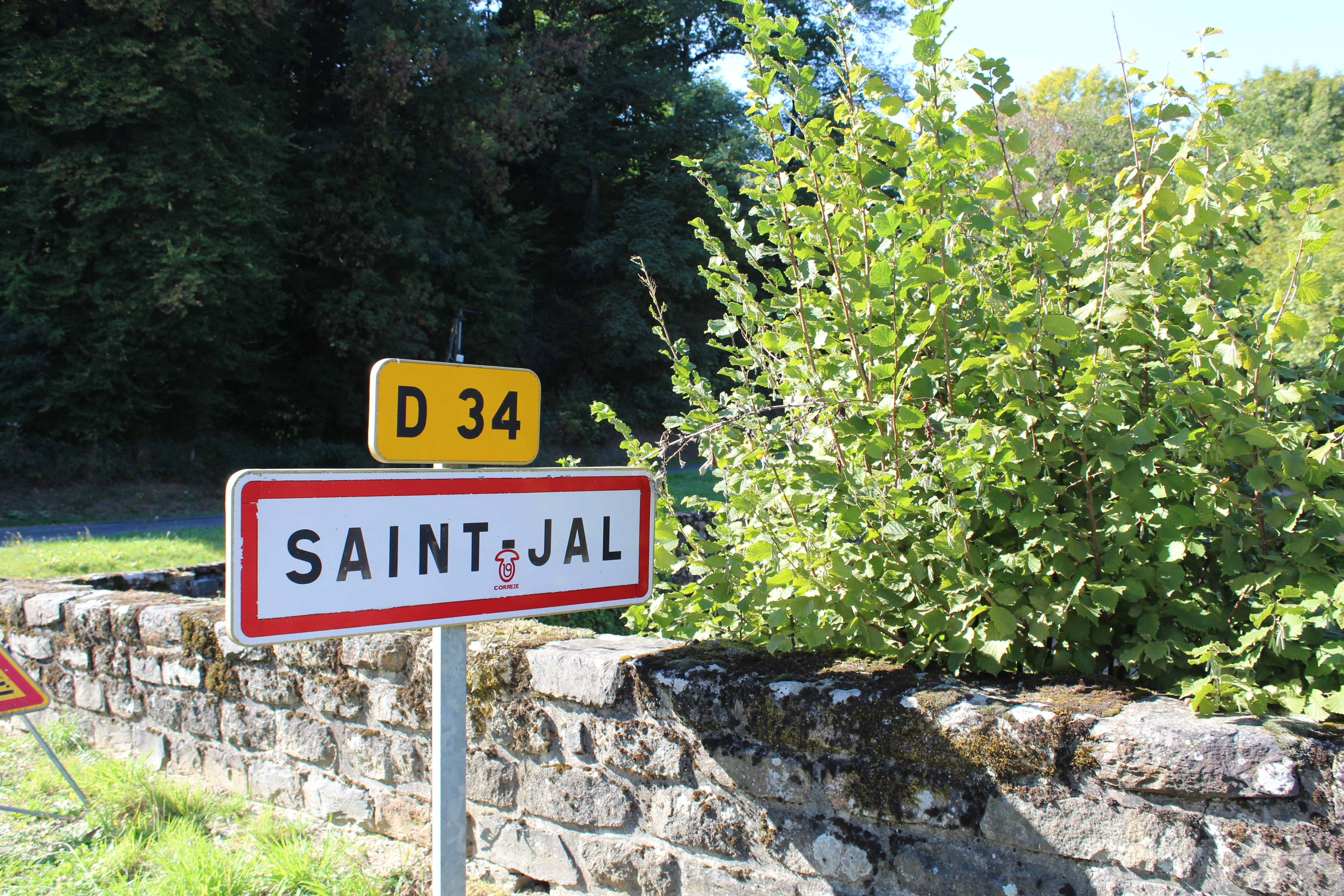
Entrée du village.
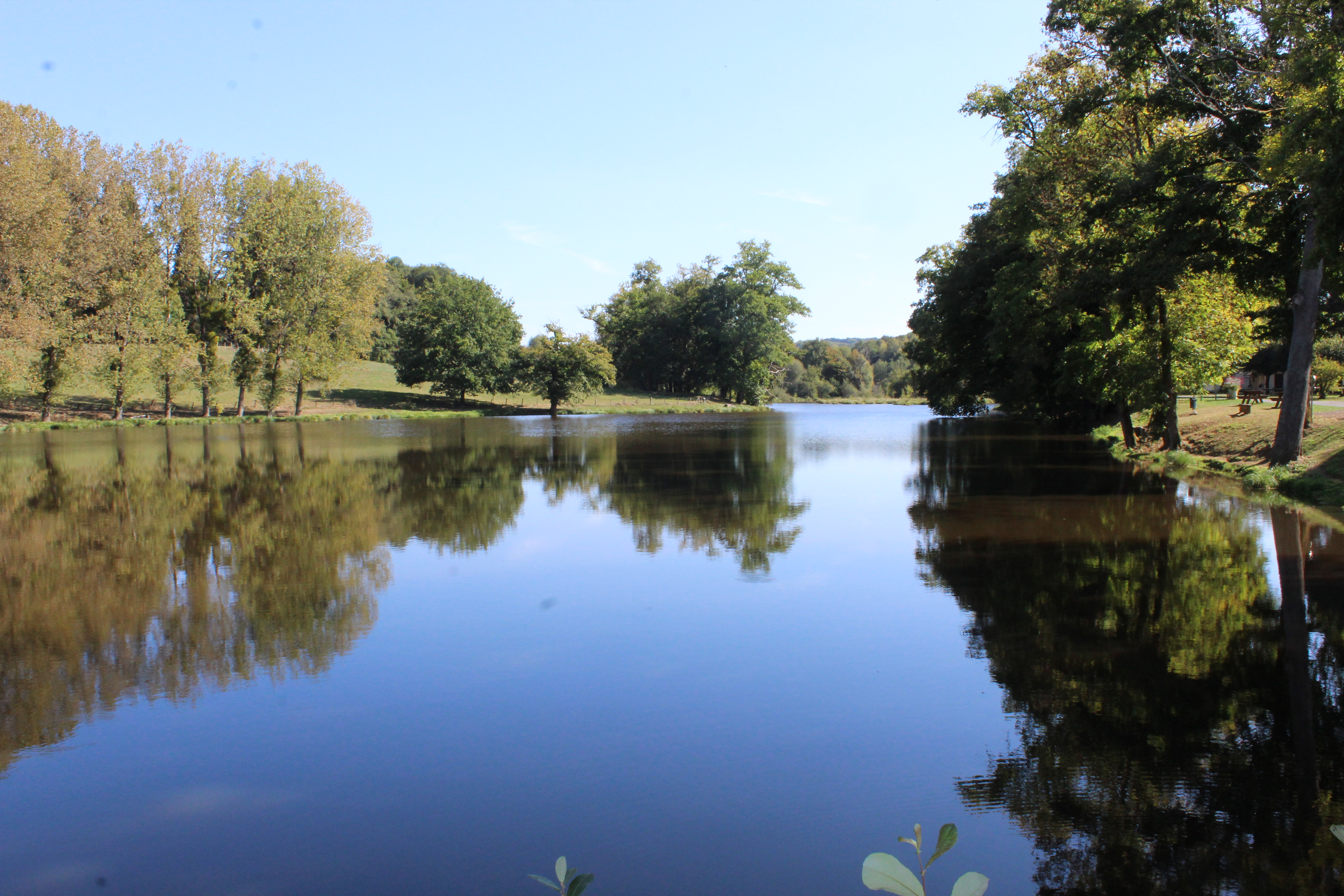
L'étang du Troh.

### Cinéma
En 2008, la cinéaste Anne Galand, réalise en partenariat avec l'association Peuple et culture et l'Amicale Laïque de Saint-Jal un film documentaire intitulé Demain, sur la place publique, dont la plupart des scènes se situent à Saint-Jal. Le film cherche à montrer la vie quotidienne dans une petite commune rurale et l'impact de nos changements de société sur l'art de vivre ensemble de ses habitants.

### Héraldique
| Blason de Saint-Jal | Blason  | Écartelé : aux 1er et 4e burelés d'argent et d'azur de dix pièces, à la bande de gueules brochant, aux 2e et 3e de gueules à la bande d'or accompagnée de six étoiles de même mises en orle. |
| Blason de Saint-Jal | Détails | Le statut officiel du blason reste à déterminer. |